# La Main de l'assassin

La Main de l'assassin (Hands of a Murderer) est un téléfilm américain réalisé par Stuart Orme, sorti en 1990.

## Synopsis
Londres, 1900. Alors qu'il va enfin être pendu, le professeur Moriarty, cerveau du crime et ennemi juré de Sherlock Holmes, parvient à s'enfuir. Il reprend aussitôt ses activités criminelles en volant un code secret utilisé par l'armée anglaise pour chiffrer ses communications militaires, code qu'il essaie de revendre au plus offrant, une fois la clé en sa possession. Moriarty enlève donc le créateur du code, le seul à en avoir la clé. Malheureusement pour Moriarty, il s'agit de Mycroft Holmes, frère aîné de Sherlock et éminence grise des services secrets...

## Fiche technique
- Titre : La Main de l'assassin
- Titre original : Hands of a Murderer
- Réalisation : Stuart Orme
- Musique : Colin Towns
- Effets spéciaux : John Evans
- Pays d'origine : Grande-Bretagne
- Durée : 97 minutes

## Distribution
- Edward Woodward (VF : Jean-Claude Michel) : Sherlock Holmes
- John Hillerman (VF : Jacques Ciron) : Docteur Watson
- Anthony Andrews (VF : Bernard Woringer) : Professeur Moriarty
- Kim Thomson (VF : Francine Lainé) : Sophie DeVere
- Peter Jeffrey (VF : Michel Gudin) : Mycroft Holmes
- Terence Lodge : Inspecteur Lestrade
- Harry Audley (VF : Jean-Claude Montalban) : Richard Farrington
- John Tordoff (VF : Jean-Paul Solal) : Berton
- Warren Clarke (VF : Raoul Delfosse) : Colonel Gould
- Christopher Fairbank (VF : Michel Le Royer) : Jeremy Stubb

## Autour du film
L'intrigue n'est pas une adaptation d'une nouvelle de Conan Doyle mais le remake d'un scénario original de Charles Edward Pogue, The woman in green (1945), mettant en scène Basil Rathbone dans la peau de Sherlock Holmes.